# Мала Храстилница
Мала Храстилница је насељено место у општини Криж, Хрватска. До нове територијалне организације у Хрватској, налазило се у саставу бивше велике општине Иванић Град.

## Становништво
| Националност       | 1991.       |
| Хрвати             | 98 (93,33%) |
| Срби               | 0           |
| Југословени        | 0           |
| остали и непознато | 7 (6,66%)   |
| Укупно             | 105         |